# Boa (Megan Thee Stallion)
Boa è un singolo della rapper statunitense Megan Thee Stallion, pubblicato il 10 maggio 2024 come terzo estratto dal terzo album in studio Megan.

## Pubblicazione
Il singolo è stato annunciato dalla rapper tramite social media tre giorni prima dell'uscita, insieme alla sua copertina.

## Descrizione
Boa contiene un campionamento del singolo What You Waiting For? di Gwen Stefani, la quale, insieme a Linda Perry, è accreditata come autrice.

## Video musicale
Il video musicale, diretto da Daniel Iglesias Jr., è stato reso disponibile in concomitanza con l'uscita del brano attraverso il canale YouTube della rapper. La rivista Time ha notato diversi omaggi presenti nella clip a videogiochi e film, quali One Piece, Mortal Kombat, Scott Pilgrim vs. the World, Tekken, Dance Dance Revolution e Space Channel 5.

## Tracce
Download digitale, streaming
1. Boa – 2:34

Download digitale, streaming – Acapella
1. Boa (Acapella) – 2:13

Download digitale, streaming – Chopped & Screwed
1. Boa (Chopped & Screwed) – 3:47

Download digitale, streaming – Instrumental
1. Boa (Instrumental) – 2:34

Download digitale, streaming – Sped Up
1. Boa (Sped Up) – 2:16

## Classifiche
| Classifica (2024) | Posizione massima |
| ----------------- | ----------------- |
| Stati Uniti       | 39                |